# Zielonka (Basses-Carpates)
Pour les articles homonymes, voir Zielonka (homonymie).
Zielonka est une localité polonaise de la gmina de Raniżów, située dans le powiat de Kolbuszowa en voïvodie des Basses-Carpates. C'est dans cette localité que la famille Pirog est originaire, dorénavant certains de ses membres sont également nés en France.